# Найкращий маленький бордель в Техасі (фільм)
«Найкращий маленький бордель в Техасі» (англ. The Best Little Whorehouse in Texas) — випущена 1982 компаніями Universal Pictures and RKO Pictures екранізація однойменної п'єси, режисер і співавтор сценарію Колін Гіггінс. Головні ролі грали Доллі Партон і Берт Рейнолдс, також у стрічці знялися Роа Бірі молодший, Джим Нейборз, Чарльз Дернінг, Дом ДеЛуї, Роберт Менден, Луї Нетлтон, Тереза Мерит, Барі Корбин, Мері Джо Кетлет і Мері Луїз Вілсон.
Дернінга було номіновано на Академічну нагороду для найкращого виконавця другорядної ролі за виконання ролі техаського Ґубернатора. Золотий Глобус було присуджено стрічці в номінації Найкращий мюзикл або комедія, і Доллі Партон номіновано як найкращу акторкув цій же категорії.

## Сюжет
Сюжет в основі збігається з сюжетом однойменної п'єси, але з однією суттєвою відмінністю. В первісній версії, Ед Ерл і Міс Мона переспали один раз п'ятнадцять років тому, а в стрічці вони підтримують стосунки на момент дії.

## Ролі
- Берт Рейнольдс — шериф Ерл Ед Тод
- Доллі Партон — Мона Стенглі
- Дом ДеЛуї — Мелвин П. Торп
- Чарльз Дернінг — губернатор
- Тереза Мерит — Дорогенька
- Джим Нейборз — депутат Фред
- Луїз Нетлтон — Дулсі Мей
- Роберт Менден — сенатор Чарлз Вінгвуд
- Барі Корбин — Сі. Джей
- Мері Джо Кетлет — Ріта Кровел
- Мері Луїз Вілсон — Міс Моден
- Говард К.Сміт — грав самого себе
- Гарві Кристиянсен — старий фармер
- Доналд Ф.Колсон — Джеф Джералд
- Гелен Кліб — Дора
- Мікі Джонз — Генрі
- Бобі Файт — син Дулсі Мей
- Пола Шоу — Вула Джин
- Кенет Вайт — шериф Джек Рой
- Тед Геринґ — шериф Чепмен
- Вейн Гефлі — телевезійний менеджер
- Верн Лундквіст — футбольний коментатор
- Лі Ґроскап — негр-футболіст
- Лі Річі — помічник губернатора
- Еліс Драмонд — секретарка губернатора
- Томас Маєрз — помічник сенатора
- Вікторія Велз — дівчина, що миється
- Тері Тріз — дівчина в ролі курки
- Ренді Бенет — рядовий

## Цензура
Внаслідок назви, кінокомпанія мала певні труднощі, оскільки слово бордель вважалося непристойним в деяких місцевостях.

## Сприйняття публікою
За сумою театральних зборів, стрічку визнано найуспішнішим мюзиклом 1980-х.

## Саундтрек
Дивіться Найкращий маленький бордель в Техасі (саундтрек)
- The Best Little Whorehouse In Texas: Music from the Original Motion Picture Soundtrack. Audio CD. MCA, 1987. MCAD-31007